# Sea Shimooka
Sea Shimooka (* 6. Februar 1995 in San Francisco Kalifornien) ist eine US-amerikanische Schauspielerin in Film und Fernsehen, Drehbuchautorin und Regisseurin.

## Leben und Karriere
Sea Shimooka ist geboren und aufgewachsen in der San Francisco Bay Area, als Tochter eines japanisch-hawaiianischen Vaters und einer französischen Mutter. Ihren Abschluss machte sie an der Tisch School of the Arts in New York City. Bekannt wurde sie für ihre Rolle der Emiko Queen alias Green Arrow aus der Fernsehserie Arrow und der Rolle der Sophon in 3 Body Problem.
2019 wurde sie für den Teen Choice Award 2019 Choice TV Villain für Arrow nominiert.
Sea Shimooka wohnt aktuell in Los Angeles.

## Filmographie (Auswahl)
- 2015: Small Black - Boys Life (Video)
- 2015: Wonderland (Kurzfilm)
- 2016: Happy New Years (Fernsehserie, 3 Folgen)
- 2016: ABC-Disney Discovers: New York Talent Showcase
- 2016: Paradise by the Dashboard Light (Kurzfilm)
- 2017: Bull (Fernsehserie, 1 Folge)
- 2017: Prospect Park Pigs (Kurzfilm)
- 2017: Zolita: Fight Like a Girl (Musik-Film)
- 2018: Zolita: New You (Musik-Video)
- 2018: What I Wish You Said (Kurzfilm)
- 2018: Stranger at Night (Kurzfilm)
- 2018–2020: Arrow (Fernsehserie, 16 Folgen)
- 2019: I-ris (Kurzfilm)
- 2019: Cavity (Kurzfilm)
- 2020: MacGyver (Fernsehserie, 1 Folge)
- 2020: Pink Skies Ahead
- 2021: Mon Cheri (Kurzfilm)[5]
- 2023: Berlin (Kurzfilm)[6]
- 2024–2025: Rescue: HI-Surf (Fernsehserie, 8 Folgen)
- seit 2024: 3 Body Problem

## Regie (Auswahl)
- 2021: Mon Cheri (Kurzfilm)[5]
- 2023: Berlin (Kurzfilm)[6]
- 2023: BITTERS - Suicide Butterflies (Kurzfilm)[7]
- 2023: BITTERS - Don't You Want Me (Musik-Video)[8]
- 2024: BITTERS - Forgive/Forget (Musik-Video)[9]

## Drehbuch (Auswahl)
- 2023: Berlin (Kurzfilm)[5]
- 2023: BITTERS - Suicide Butterflies (Kurzfilm)[7]

## Auszeichnungen (Auswahl)
- 2019: Teen Choice Award 2019 Choice TV Villain für Emiko Queen,Red Arrow,Green Arrow in Arrow[4]